# Agroecomyrmecinae
Agroecomyrmecinae es una subfamilia de la familia de las hormigas. Se distribuyen por Sudamérica y el África subsahariana, aunque se conocen fósiles de Europa y Norteamérica.

## Taxonomía
Se reconocen los siguientes taxones:
- Agroecomyrmecinae Carpenter, 1930
  - Agroecomyrmecini Carpenter, 1930
    - †Agroecomyrmex Wheeler, 1910 (tipo)
      - †Agroecomyrmex duisburgi Wheeler, 1910

    - †Eulithomyrmex Carpenter, 1935
      - †Eulithomyrmex rugosus Carpenter, 1930
      - †Eulithomyrmex striatus Carpenter, 1930

    - Tatuidris Brown & Kempf, 1968
      - Tatuidris tatusia Brown & Kempf, 1968

  - Ankylomyrmini
    - Ankylomyrma Bolton, 1973
      - Ankylomyrma coronacantha Bolton, 1973